# Sexto Gobierno Nacional de Nueva Zelanda
El Sexto Gobierno Nacional es el gobierno de Nueva Zelanda desde el 27 de noviembre de 2023. Está encabezado por la líder del Partido Nacional y primer ministro Christopher Luxon.

## Formación
El sexto gobierno nacional de Nueva Zelanda es el gobierno en funciones del país desde el 27 de noviembre de 2023. Está encabezado por Christopher Luxon, líder del Partido Nacional de Nueva Zelanda, y se formó tras las elecciones generales celebradas el 14 de octubre de 2023. Este gobierno sucedió al sexto gobierno liderado por el Partido Laborista, cuyo último primer ministro fue Chris Hipkins.
Las elecciones de 2023 se celebraron en un contexto de creciente preocupación pública por la inflación, el coste de vida, la delincuencia y la gestión económica tras la pandemia de COVID-19. El Partido Nacional, que había estado en la oposición desde 2017, centró su campaña en una agenda de crecimiento económico, reducción del gasto público y lucha contra la criminalidad, apelando al descontento con la administración laborista. Bajo el liderazgo de Christopher Luxon, ex director ejecutivo de Air New Zealand y relativamente nuevo en política (elegido diputado en 2020), el Partido Nacional recuperó terreno electoral tras dos derrotas consecutivas.
Los resultados de las elecciones no otorgaron una mayoría absoluta a ningún partido. El Partido Nacional obtuvo la mayor cantidad de escaños, seguido por el Partido Laborista, que sufrió importantes pérdidas en comparación con las elecciones de 2020. Para formar un gobierno con mayoría parlamentaria, Luxon negoció un acuerdo de coalición con el partido ACT Nueva Zelanda y un acuerdo de apoyo y cooperación con Nueva Zelanda Primero, liderado por Winston Peters. Esta combinación le permitió reunir una mayoría estable en la Cámara de Representantes.
El gabinete fue anunciado oficialmente el 27 de noviembre de 2023, día en que Luxon y sus ministros juraron sus cargos. Este es el primer gobierno tripartito formado en Nueva Zelanda desde las elecciones de 1996, cuando se introdujo el sistema electoral MMP (Mixed-Member Proportional).

## Apoyo parlamentario
| Cámara         | Candidato         | Fecha                                                     | Voto |    |    |    |    |   |   | Total  |
| -------------- | ----------------- | --------------------------------------------------------- | ---- | -- | -- | -- | -- | - | - | ------ |
| Representantes | Christopher Luxon | 27 de noviembre de 2023 Mayoría simple requerida (62/122) | Sí   | 48 |    |    | 11 | 8 |   | 67/122 |
| Representantes | Christopher Luxon | 27 de noviembre de 2023 Mayoría simple requerida (62/122) | No   |    | 34 | 15 |    |   | 6 | 55/122 |
| Representantes | Christopher Luxon | 27 de noviembre de 2023 Mayoría simple requerida (62/122) | Abs. |    |    |    |    |   |   | 0/122  |

## Gabinete

### Primer ministro de Nueva Zelanda
| Fotografía | Primer ministro   | Período                 | Período     | Partido | Partido |
| Fotografía | Primer ministro   | Inicio                  | Fin         | Partido | Partido |
| ---------- | ----------------- | ----------------------- | ----------- | ------- | ------- |
|            | Christopher Luxon | 27 de noviembre de 2023 | En el cargo |         |         |

### Vice primeros ministros de Nueva Zelanda
| Fotografía | Vice primer ministro | Período                 | Período            | Partido | Partido |
| Fotografía | Vice primer ministro | Inicio                  | Fin                | Partido | Partido |
| ---------- | -------------------- | ----------------------- | ------------------ | ------- | ------- |
|            | Winston Peters       | 27 de noviembre de 2023 | 31 de mayo de 2025 |         |         |
|            | David Seymour        | 31 de mayo de 2025      | En el cargo        |         |         |

### Ministros
| Ministerio                                   | Fotografía | Titular           | Período                 | Período               | Partido | Partido | Ref |
| Ministerio                                   | Fotografía | Titular           | Inicio                  | Fin                   | Partido | Partido | Ref |
| -------------------------------------------- | ---------- | ----------------- | ----------------------- | --------------------- | ------- | ------- | --- |
| Abusos Históricos e Instituciones Religiosas |            | Erica Stanford    | 26 de enero de 2024     | En el cargo           |         |         |     |
| Aduanas                                      |            | Casey Costello    | 27 de noviembre de 2023 | En el cargo           |         |         |     |
| Agricultura                                  |            | Todd McClay       | 27 de noviembre de 2023 | En el cargo           |         |         |     |
| Artes, Cultura y Patrimonio                  |            | Paul Goldsmith    | 27 de noviembre de 2023 | En el cargo           |         |         |     |
| Asuntos de Discapacidad                      |            | Penny Simmonds    | 27 de noviembre de 2023 | 24 de abril de 2024   |         |         |     |
| Asuntos de Discapacidad                      |            | Louise Upston     | 24 de abril de 2024     | En el cargo           |         |         |     |
| Asuntos Exteriores                           |            | Winston Peters    | 27 de noviembre de 2023 | En el cargo           |         |         |     |
| Auckland                                     |            | Simeon Brown      | 27 de noviembre de 2023 | En el cargo           |         |         |     |
| Bioseguridad                                 |            | Andrew Hoggard    | 27 de noviembre de 2023 | En el cargo           |         |         |     |
| Cambio Climático                             |            | Simon Watts       | 27 de noviembre de 2023 | En el cargo           |         |         |     |
| Carreras                                     |            | Winston Peters    | 27 de noviembre de 2023 | En el cargo           |         |         |     |
| Caza y Pesca                                 |            | Todd McClay       | 27 de noviembre de 2023 | 24 de enero de 2025   |         |         |     |
| Caza y Pesca                                 |            | James Meager      | 24 de enero de 2025     | En el cargo           |         |         |     |
| Ciencia, Innovación y Tecnología             |            | Judith Collins    | 27 de noviembre de 2023 | 24 de enero de 2025   |         |         |     |
| Ciencia, Innovación y Tecnología             |            | Shane Reti        | 24 de enero de 2025     | En el cargo           |         |         |     |
| Comercio                                     |            | Todd McClay       | 27 de noviembre de 2023 | En el cargo           |         |         |     |
| Comercio y Asuntos del Consumidor            |            | Andrew Bayly      | 27 de noviembre de 2023 | 24 de febrero de 2025 |         |         |     |
| Comercio y Asuntos del Consumidor            |            | Scott Simpson     | 24 de febrero de 2025   | En el cargo           |         |         |     |
| Comunidad y Voluntariado                     |            | Louise Upston     | 27 de noviembre de 2023 | En el cargo           |         |         |     |
| Comunidades Étnicas                          |            | Melissa Lee       | 27 de noviembre de 2023 | 24 de enero de 2025   |         |         |     |
| Comunidades Étnicas                          |            | Mark Mitchell     | 24 de enero de 2025     | En el cargo           |         |         |     |
| Comunidades Rurales                          |            | Mark Patterson    | 27 de noviembre de 2023 | En el cargo           |         |         |     |
| Corporación de Compensación de Accidentes    |            | Matt Doocey       | 27 de noviembre de 2023 | 24 de enero de 2025   |         |         |     |
| Corporación de Compensación de Accidentes    |            | Andrew Bayly      | 24 de enero de 2025     | 24 de febrero de 2025 |         |         |     |
| Corporación de Compensación de Accidentes    |            | Scott Simpson     | 24 de febrero de 2025   | En el cargo           |         |         |     |
| Construcción                                 |            | Chris Penk        | 27 de noviembre de 2023 | En el cargo           |         |         |     |
| Conservación                                 |            | Tama Potaka       | 27 de noviembre de 2023 | En el cargo           |         |         |     |
| Correccionales                               |            | Mark Mitchell     | 27 de noviembre de 2023 | En el cargo           |         |         |     |
| Crecimiento Económico                        |            | Melissa Lee       | 27 de noviembre de 2023 | 24 de enero de 2025   |         |         |     |
| Crecimiento Económico                        |            | Nicola Willis     | 24 de enero de 2025     | En el cargo           |         |         |     |
| Defensa                                      |            | Judith Collins    | 27 de noviembre de 2023 | En el cargo           |         |         |     |
| Deportes y Recreación                        |            | Chris Bishop      | 27 de noviembre de 2023 | 24 de enero de 2025   |         |         |     |
| Deportes y Recreación                        |            | Mark Mitchell     | 24 de enero de 2025     | En el cargo           |         |         |     |
| Desarrollo Maorí                             |            | Tama Potaka       | 27 de noviembre de 2023 | En el cargo           |         |         |     |
| Desarrollo Regional                          |            | Shane Jones       | 27 de noviembre de 2023 | En el cargo           |         |         |     |
| Desarrollo Social                            |            | Louise Upston     | 27 de noviembre de 2023 | En el cargo           |         |         |     |
| Digitalización                               |            | Judith Collins    | 27 de noviembre de 2023 | En el cargo           |         |         |     |
| Educación                                    |            | Erica Stanford    | 27 de noviembre de 2023 | En el cargo           |         |         |     |
| Educación Profesional                        |            | Penny Simmonds    | 24 de enero de 2025     | En el cargo           |         |         |     |
| Educación Superior y Habilidades             |            | Penny Simmonds    | 27 de noviembre de 2023 | 24 de enero de 2025   |         |         |     |
| Empresas Estatales                           |            | Paul Goldsmith    | 27 de noviembre de 2023 | 24 de enero de 2025   |         |         |     |
| Empresas Estatales                           |            | Simeon Brown      | 24 de enero de 2025     | En el cargo           |         |         |     |
| Energía                                      |            | Simeon Brown      | 27 de noviembre de 2023 | 24 de enero de 2025   |         |         |     |
| Energía                                      |            | Simon Watts       | 24 de enero de 2025     | En el cargo           |         |         |     |
| Espacio                                      |            | Judith Collins    | 27 de noviembre de 2023 | En el cargo           |         |         |     |
| Estadísticas                                 |            | Andrew Bayly      | 27 de noviembre de 2023 | 24 de enero de 2025   |         |         |     |
| Estadísticas                                 |            | Shane Reti        | 24 de enero de 2025     | En el cargo           |         |         |     |
| Ferrocarriles                                |            | Winston Peters    | 11 de diciembre de 2024 | En el cargo           |         |         |     |
| Finanzas                                     |            | Nicola Willis     | 27 de noviembre de 2023 | En el cargo           |         |         |     |
| Función Pública                              |            | Nicola Willis     | 27 de noviembre de 2023 | En el cargo           |         |         |     |
| Gestión de Emergencias y Recuperación        |            | Mark Mitchell     | 27 de noviembre de 2023 | En el cargo           |         |         |     |
| Gestión de Recursos                          |            | Chris Bishop      | 27 de noviembre de 2023 | En el cargo           |         |         |     |
| Gobierno Local                               |            | Simeon Brown      | 27 de noviembre de 2023 | 24 de enero de 2025   |         |         |     |
| Gobierno Local                               |            | Simon Watts       | 24 de enero de 2025     | En el cargo           |         |         |     |
| Infancia                                     |            | Karen Chhour      | 27 de noviembre de 2023 | En el cargo           |         |         |     |
| Infraestructuras                             |            | Chris Bishop      | 27 de noviembre de 2023 | En el cargo           |         |         |     |
| Inmigración                                  |            | Erica Stanford    | 27 de noviembre de 2023 | En el cargo           |         |         |     |
| Ingresos                                     |            | Simon Watts       | 27 de noviembre de 2023 | En el cargo           |         |         |     |
| Inteligencia de Seguridad                    |            | Judith Collins    | 27 de noviembre de 2023 | En el cargo           |         |         |     |
| Interior                                     |            | Brooke van Velden | 27 de noviembre de 2023 | En el cargo           |         |         |     |
| Inversión Social                             |            | Nicola Willis     | 27 de noviembre de 2023 | En el cargo           |         |         |     |
| Isla Sur                                     |            | James Meager      | 24 de enero de 2025     | En el cargo           |         |         |     |
| Justicia                                     |            | Paul Goldsmith    | 27 de noviembre de 2023 | En el cargo           |         |         |     |
| Juventud                                     |            | Matt Doocey       | 27 de noviembre de 2023 | 24 de enero de 2025   |         |         |     |
| Juventud                                     |            | James Meager      | 24 de enero de 2025     | En el cargo           |         |         |     |
| Medio Ambiente                               |            | Penny Simmonds    | 27 de noviembre de 2023 | En el cargo           |         |         |     |
| Medios y Comunicaciones                      |            | Melissa Lee       | 27 de noviembre de 2023 | 24 de abril de 2024   |         |         |     |
| Medios y Comunicaciones                      |            | Paul Goldsmith    | 24 de abril de 2024     | En el cargo           |         |         |     |
| Mujer                                        |            | Nicola Grigg      | 27 de noviembre de 2023 | En el cargo           |         |         |     |
| Océanos y Pesca                              |            | Shane Jones       | 27 de noviembre de 2023 | En el cargo           |         |         |     |
| Pequeñas Empresas y Manufactura              |            | Andrew Bayly      | 27 de noviembre de 2023 | 24 de enero de 2025   |         |         |     |
| Pequeñas Empresas y Manufactura              |            | Chris Penk        | 24 de enero de 2025     | En el cargo           |         |         |     |
| Policía                                      |            | Mark Mitchell     | 27 de noviembre de 2023 | En el cargo           |         |         |     |
| Prevención de la Violencia Familiar y Sexual |            | Karen Chhour      | 27 de noviembre de 2023 | En el cargo           |         |         |     |
| Pueblos del Pacífico                         |            | Shane Reti        | 27 de noviembre de 2023 | En el cargo           |         |         |     |
| Recursos                                     |            | Shane Jones       | 27 de noviembre de 2023 | En el cargo           |         |         |     |
| Reducción de la Pobreza Infantil             |            | Louise Upston     | 27 de noviembre de 2023 | En el cargo           |         |         |     |
| Regulación                                   |            | David Seymour     | 27 de noviembre de 2023 | En el cargo           |         |         |     |
| Relaciones Laborales y Seguridad             |            | Brooke van Velden | 27 de noviembre de 2023 | En el cargo           |         |         |     |
| Relaciones Maoríes                           |            | Tama Potaka       | 27 de noviembre de 2023 | En el cargo           |         |         |     |
| Salud                                        |            | Shane Reti        | 27 de noviembre de 2023 | 24 de enero de 2025   |         |         |     |
| Salud                                        |            | Simeon Brown      | 24 de enero de 2025     | En el cargo           |         |         |     |
| Salud Mental                                 |            | Matt Doocey       | 27 de noviembre de 2023 | En el cargo           |         |         |     |
| Seguridad Alimentaria                        |            | Andrew Hoggard    | 27 de noviembre de 2023 | En el cargo           |         |         |     |
| Seguridad de las Comunicaciones              |            | Judith Collins    | 27 de noviembre de 2023 | En el cargo           |         |         |     |
| Seguridad Nacional e Inteligencia            |            | Christopher Luxon | 27 de noviembre de 2023 | En el cargo           |         |         |     |
| Silvicultura                                 |            | Todd McClay       | 27 de noviembre de 2023 | En el cargo           |         |         |     |
| Tercera Edad                                 |            | Casey Costello    | 27 de noviembre de 2023 | En el cargo           |         |         |     |
| Territorio                                   |            | Chris Penk        | 27 de noviembre de 2023 | En el cargo           |         |         |     |
| Tratado de Waitangi                          |            | Paul Goldsmith    | 27 de noviembre de 2023 | En el cargo           |         |         |     |
| Transporte                                   |            | Simeon Brown      | 27 de noviembre de 2023 | 24 de enero de 2025   |         |         |     |
| Transporte                                   |            | Chris Bishop      | 24 de enero de 2025     | En el cargo           |         |         |     |
| Tribunales                                   |            | Nicole McKee      | 27 de noviembre de 2023 | En el cargo           |         |         |     |
| Turismo y Hostelería                         |            | Matt Doocey       | 27 de noviembre de 2023 | 24 de enero de 2025   |         |         |     |
| Turismo y Hostelería                         |            | Louise Upston     | 24 de enero de 2025     | En el cargo           |         |         |     |
| Universidades                                |            | Shane Reti        | 24 de enero de 2025     | En el cargo           |         |         |     |
| Veteranos                                    |            | Chris Penk        | 27 de noviembre de 2023 | En el cargo           |         |         |     |
| Vivienda                                     |            | Chris Bishop      | 27 de noviembre de 2023 | En el cargo           |         |         |     |
| Whānau Ora                                   |            | Tama Potaka       | 27 de noviembre de 2023 | En el cargo           |         |         |     |